# Paula (1952)
Paula ist ein US-amerikanisches Filmdrama aus dem Jahr 1952 von Rudolph Maté mit Loretta Young in der Titelrolle sowie Kent Smith, Alexander Knox und Tommy Rettig in weiteren Hauptrollen. Der Film wurde von Columbia Pictures produziert und basiert auf einer Originalstory von Lawrence B. Marcus.

## Handlung
Paula Rogers, Ehefrau des Universitätsprofessors John Rogers, erleidet zum zweiten Mal eine Fehlgeburt. Zum Entsetzen des Paares stellt sich heraus, dass Paula keine Kinder mehr bekommen kann. Clifford Frazer, ein befreundeter Arzt der Rogers, erklärt John, dass Paula einige Zeit benötigen werde, um über dieses Trauma hinwegzukommen. Ohne Johns Wissen konsultiert Paula weitere Mediziner in der Hoffnung, dass Cliff, der die Diagnose gestellt hat, sich geirrt hat. Die anderen Ärzte können jedoch Cliffs Diagnose nur bestätigen. 
John wird zum neuen Dekan seiner Universität ernannt. Da Paula eine weitere Untersuchung vornehmen lässt, muss sie sich beeilen, um an der Beförderungszeremonie teilnehmen zu können. Paula fährt mit hoher Geschwindigkeit in die Dämmerung und wird von dem Pick-up des betagten Farmers Raymond Bascom aufgehalten. Sie überholt Bascom und steckt nun hinter einem großen Lastwagen fest. Als der Trucker einem Jungen, der auf die Fahrbahn getreten ist, ausweicht, kann die nah aufgefahrene Paula nicht mehr reagieren. Sie fährt das Kind an und stoppt geschockt. Der Farmer hält an und beschuldigt Paula, betrunken zu sein. Er lädt den Jungen in sein Auto, um ihn in ein Krankenhaus zu bringen und lässt die protestierende Paula stehen. 
Bei der Veranstaltung bemerkt Cliff Paulas Aufregung, die sofort nach der Feier verschiedene Krankenhäuser anruft, um den Jungen zu finden. Sie findet ihn schließlich im Davis Memorial, wohin ihn Bascom gebracht hat. Zugleich hat der Farmer eine Anzeige wegen Fahrerflucht aufgegeben. Bei der Heimfahrt versucht Paula John von dem Unfall zu erzählen. John ignoriert sie und spricht begeistert über seine neue Stellung. Er erklärt, dass es keine Skandale geben dürfe, die mit seinem Namen in Verbindung gebracht werden können. 
Am Abend identifiziert der ermittelnde Polizeibeamte Lieutenant Dargen den Jungen als das Waisenkind David Larson. Bascom besteht weiterhin auf seiner Annahme, dass die Unfallfahrerin betrunken gewesen sei. Er erinnert sich, an dem Wagen den Aufkleber einer Universität gesehen zu haben. Am nächsten Tag erscheint ein Zeitungsartikel über den Unfall mit den bisherigen Ermittlungsergebnissen. Verstört besucht Paula Cliff im Davis Memorial, um einen Weg zu finden, David zu sehen. Ihr Angebot, ein Praktikum zu absolvieren, nimmt Cliff an. Zur gleichen Zeit findet die Polizei an Davids Kleidung Farbreste, durch die sie Fabrikat, Modell und Jahrgang des Unfallwagens ermitteln kann.
Paula beginnt ihr Praktikum und kann David aus der Ferne sehen. Zu Hause verhält sie sich angespannt und unruhig, kann den Zustand John aber nicht erklären. Nach einiger Zeit wird Paula in die Pädiatrie versetzt. Von einer Schwester erfährt sie, dass David durch den Unfall seine Sprache verloren hat. Cliff erklärt ihr, dass David ansonsten völlig normal sei. Mit einer Therapie soll ihm geholfen werden. Er fragt sie, ob sie helfen wolle. Zu Hause fragt Paula John um Erlaubnis, doch der will kein gestörtes Kind in seinem Haus haben. Im Gespräch mit Cliff wird ihm aber klar, dass seine traumatisierte Frau neurotisch werden könnte, wenn er ihr die Möglichkeit, David zu helfen, nehme. Nun willigt John ein, David aufzunehmen. Cliff zeigt Paula, wie die Sprachtherapie funktioniert und schon bald darauf kann David einzelne Worte sagen. Der zuerst distanzierte John beteiligt sich nach einer Weile an Davids Pflege. 
Nach einigen Tagen kommt Lieutenant Dargen zu den Rogers, um sich über Davids Befinden zu informieren. In der Einfahrt sieht er Paulas Auto mit Lackkratzern. John und Paula entscheiden sich, David zu adoptieren. Als Paula sich für eine Party umgezogen hat, trägt sie das gleiche Kleid und den gleichen Schmuck, wie in der Unfallnacht, und ist erschrocken, als David vor ihr zurückweicht. Am nächsten Tag teilt ihr Davids Lehrerin Miss Turner mit, dass der Junge auffallend verdrossen und mürrisch sei. Paula fragt David, ob er sich an den Unfall erinnern könne, woraufhin er nickt und sie hasserfüllt anschaut. Erst als Paula ihm erzählt, dass ihre Schuld nur dann enthüllt werden könne, wenn er eine Aussage mache, wendet sich David seiner Therapie wieder zu und arbeitet nun extra hart weiter. 
Bascom hat mittlerweile von Davids Aussichten, adoptiert zu werden, gehört und will sich aus Sorge um den Jungen die zukünftigen Eltern ansehen. Geschockt erkennt er Paula, die seiner Ansicht nach die Adoption nur zur Verschleierung ihrer Schuld durchführen will. Beim Versuch, ihr den Jungen wegzunehmen, kommt es zu einer Rangelei, bei der David die Treppe runterstürzt. Als Bascom weg ist, ruft Paula John und Cliff herbei und erzählt ihnen alles über den Unfall. Sie versichert, dass sie nur wolle, dass David wieder sprechen kann. Dargen erscheint, da Bascom Paula angezeigt hat. Cliff bittet alle, sich mit ihm zu David zu begeben, der sich von dem Sturz erholt hat. Er fragt ihn, ob er irgendwas sagen möchte, woraufhin David zusammenbricht und Paula Mutter nennt. Dargen versichert den Rogers, dass der Fall kein Aufsehen erregen und einer Adoption nichts im Wege stehen werde.

## Produktion

### Hintergrund
Gedreht wurde der Film vom 18. September bis zum 27. Oktober 1951 in den Warner-Studios in Burbank.

### Stab
Ross Bellah oblag die künstlerische Leitung. Jean Louis war für das Kostümbild zuständig. Musikalischer Direktor war Morris Stoloff.

### Besetzung
In kleinen nicht im Abspann erwähnten Nebenrollen traten Gertrude Astor, Jeanne Bates, Ann Doran, Franklyn Farnum, Keith Larsen, Harold Miller, Eddie Parker, William Schallert und Ann Tyrrell auf. Ebenfalls unerwähnt blieb Frances Morris als Miss Turner.

## Veröffentlichung
Die Premiere des Films fand am 15. Mai 1952 statt. In der Bundesrepublik Deutschland kam er am 11. September 1952 in die Kinos, in Österreich im Oktober 1953.

## Kritiken
Das Lexikon des internationalen Films schrieb: „Sentimentales Melodram, das durch die hervorragende Darstellung der Titelrolle an Glaubwürdigkeit gewinnt.“
Der Kritiker des TV Guide sah einen fachmännisch inszenierten Film mit einem kitschigen und vorhersehbaren Ende.